# Szín (isten)

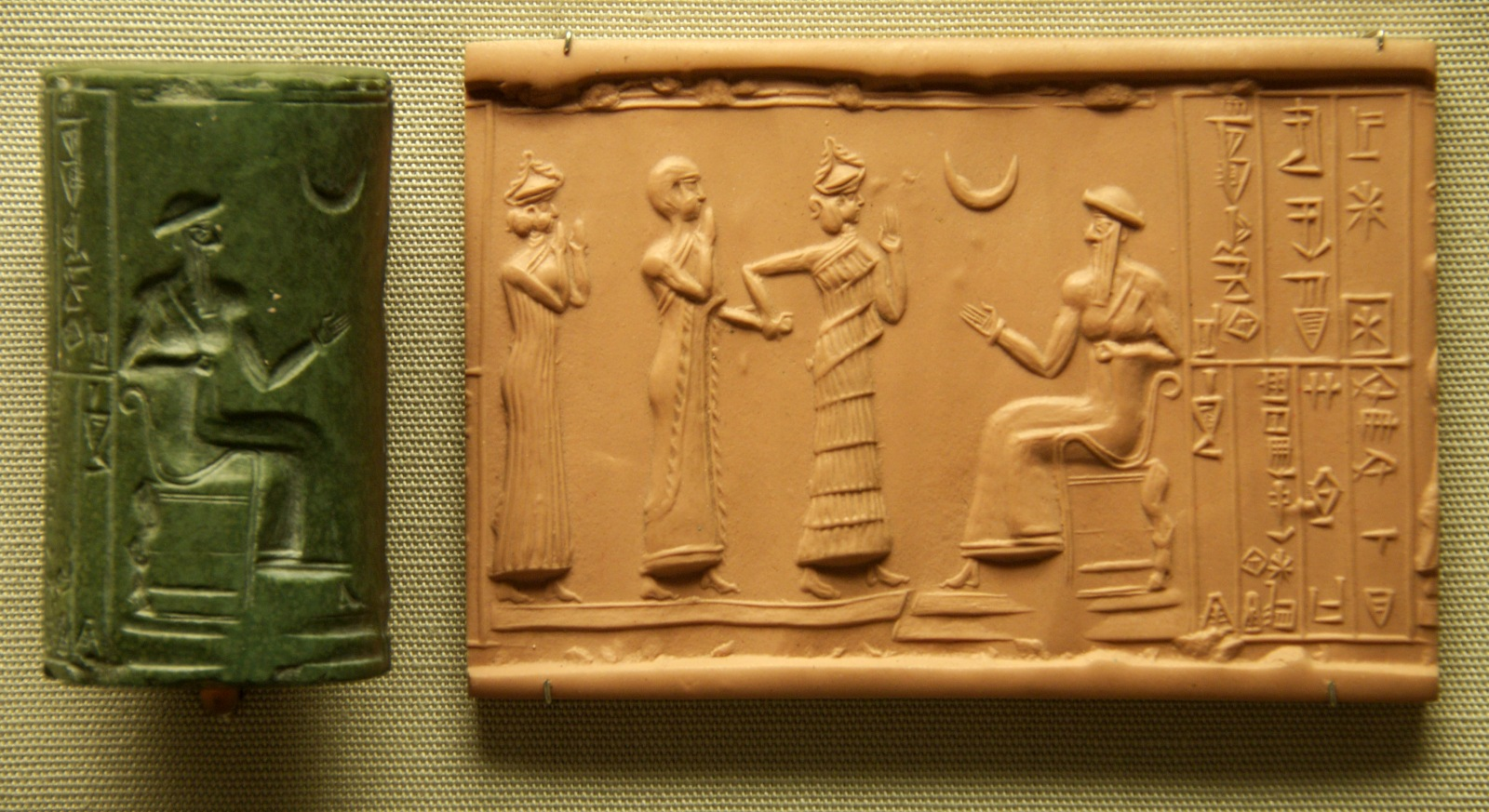
Ḫašḫamer, Iškun-Sin enszijének pecséthengere és pecséthengerének lenyomata (körülbelül i. e. 2100). Az ülő alak feltehetően Ur-nammu király, aki a terület helytartóságát adományozta Ḫašḫamernek, akit egy lamma, azaz védőistennő vezet a király elé. Szín/Nanna isten jelenlétét a holdsarló jelzi.

Szín (IPA: [ˈsiːn] (Akkád: 𒂗𒍪, Su'en, Sîn) vagy Nanna (Sumer: 𒀭𒋀𒆠,DŠEŠ.KI, DNANNA) eredetileg sumer, de később Akkád, Asszíria és Babilónia területén is tisztelt holdisten.  
Enlil és Ninlil fia. Gyermekei Samas és Inanna.
Nanna istent az ősi sémi régióban Színnel azonosították.
Eredetileg tiszteletének két fő központja a dél-mezopotámiai Ur, északon pedig Harrán volt.

## A nevek eredete
A Nanna név eredeti jelentése ismeretlen. Az Urban és Urukban fellelt legkorábbi helyesírás szerint DLAK-32.NA (ahol a NA fonetikus kiegészítésként értendő). 
Ur városának neve (ékírással: 𒋀𒀕𒆠) LAK-32.UNUGKI=URIM2KI maga is ebből a névből származik, és azt jelenti: „Nanna (LAK-32) tartózkodási helye (UNUG)”. Mint Iskur (Adad) apja.
A preklasszikus LAK-32 jel később egybeolvadt a ŠEŠ (a „fivér” jelentésű) ideogrammal, és a klasszikus sumér helyesírás szerint DŠEŠ.KI, fonetikus olvasata na-an-na. A holdsarló technikai jele az istenségre is utalhat (ékírással: 𒀭𒌓𒊬 DU4.SAKAR). Később a név logográfiailag DNANNA.
A sémi holdisten, Szín eredetileg a sumér Nannától különböző istenség volt, de az Akkád Birodalom korszakától kezdve a kettő hasonulni kezdett majd végül azonosították egymással. A DNANNA-ar DSu'en-e alkalmi asszír helyesírása az akkád na-an-na-ru „megvilágító, lámpa”, a holdisten egy jelzőjével való kapcsolatnak köszönhető. Az asszír holdisten Su'en / Sîn nevét általában DEN.ZU vagy egyszerűen a 30-as számmal írják (ékírással: 𒀭𒌍 DXXX).

## Háttér
Általában En-zu-nak nevezik, aminek jelentése: „bölcsesség ura”. Abban az időszakban (kb. i. e. 2600–2400), amikor Ur nagy befolyást gyakorolt az Eufrátesz völgye felett, Szín istent természetesen a panteon fejének tartották. Ebben az időszakban Szín olyan megnevezéseivel találkozhatunk, mint „az istenek atyja”, „az istenek vezére”, „mindenek teremtője” és hasonlók.

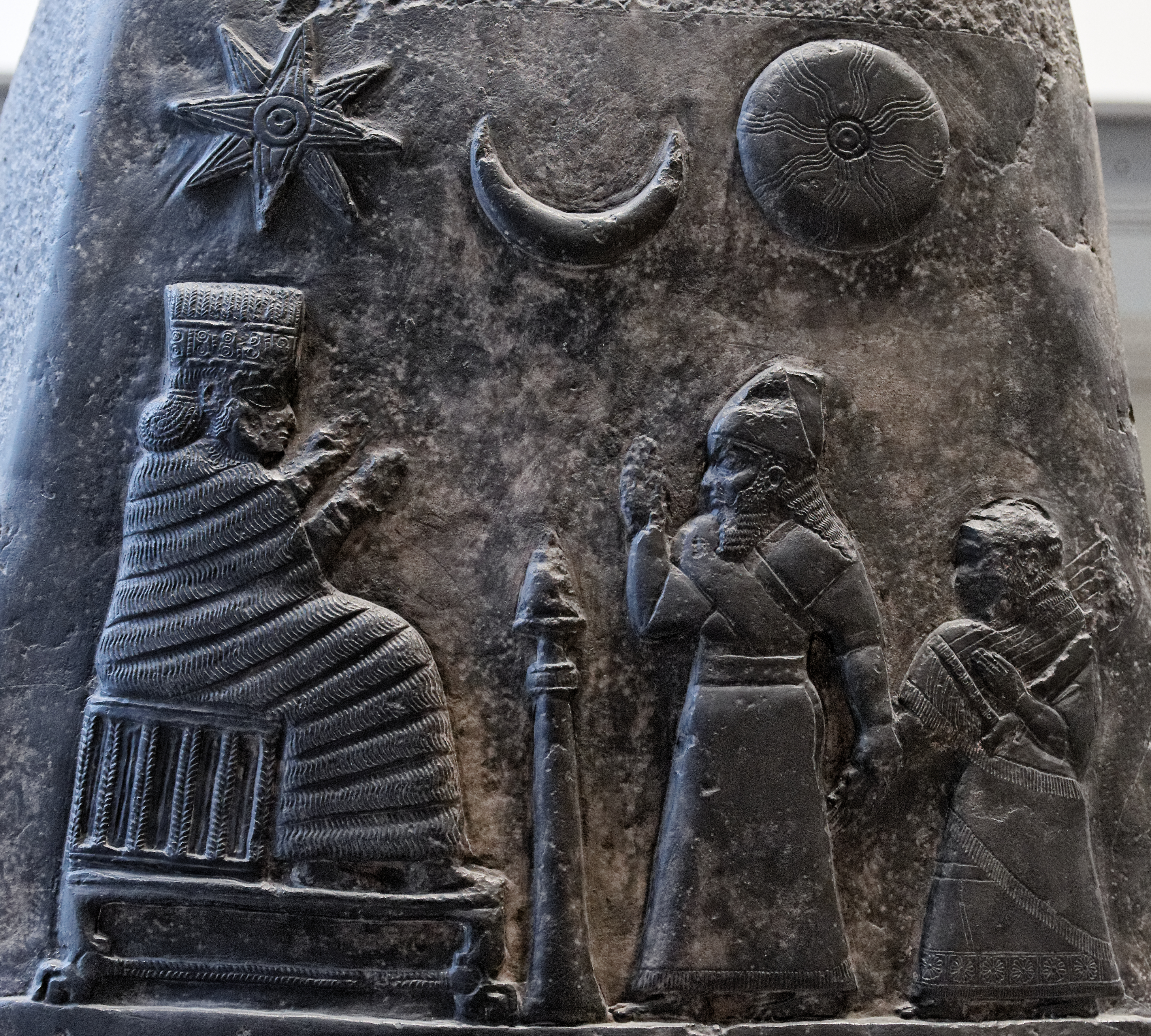
A felül látható szimbólumok: Nanna / Szín holdsarló, Samas mint Nap és Istár Esthajnal csillag (Vénusz bolygó) alakban II. Meli-Sipak király (ur. i. e. 1186–1172) kudurruján. (Louvre)

A „bölcsesség” holdisten által megszemélyesített formája a csillagászat tudományával, az asztrológia gyakorlatával való kapcsolatának a hangsúlyozása, ugyanis a holdfázisok megfigyelése ezeknek a földművelő népeknek az életében fontos tényező volt.
Felesége Ningal, a „Nagy Hölgy” volt, aki Utu / Samas (a „Nap”) és Inanna / Istár (a Vénusz bolygó istennője) lánya volt. A világegyetem hatalmának centralizálására való törekvés vezetett oda, hogy kialakult egy Szín, Samas és Istár alkotta hármasság. (Néhol Istár helyett Adad viharisten a harmadik tagja.)
Színt lazurit szakállal és szárnyas bikán lovagolva ábrázolták. A bika volt az egyik szimbóluma az apján, Enlilen keresztül, valamint az „Égi Biká”-n kívül a holdsarló és háromlábú állvány (amely lehet lámpatartó). Pecséthengereken idősebb férfiként ábrázolják hullámos szakállal és holdsarló szimbólummal. Az asztrális-teológiai rendszerben a 30-as szám a holdra utal, konkrétan, hogy egy holdhónapban két egymást követő újhold között 30 nap telik el (pontosabban 29,53 nap).
Egy fontos sumer szöveg, az Enlil és Ninlil arról szól, hogy Enlil és Nanna / Színnel várandós Ninlil az alvilágba kerül. Ott Enlil három különböző alakban ejti teherbe Ninlilt, de megszületésük után csak Nanna / Szín emelkedhet ki az alvilágból. A történet némi hasonlóságot mutat az Inanna származása néven ismert szöveggel.

## Szentélyek

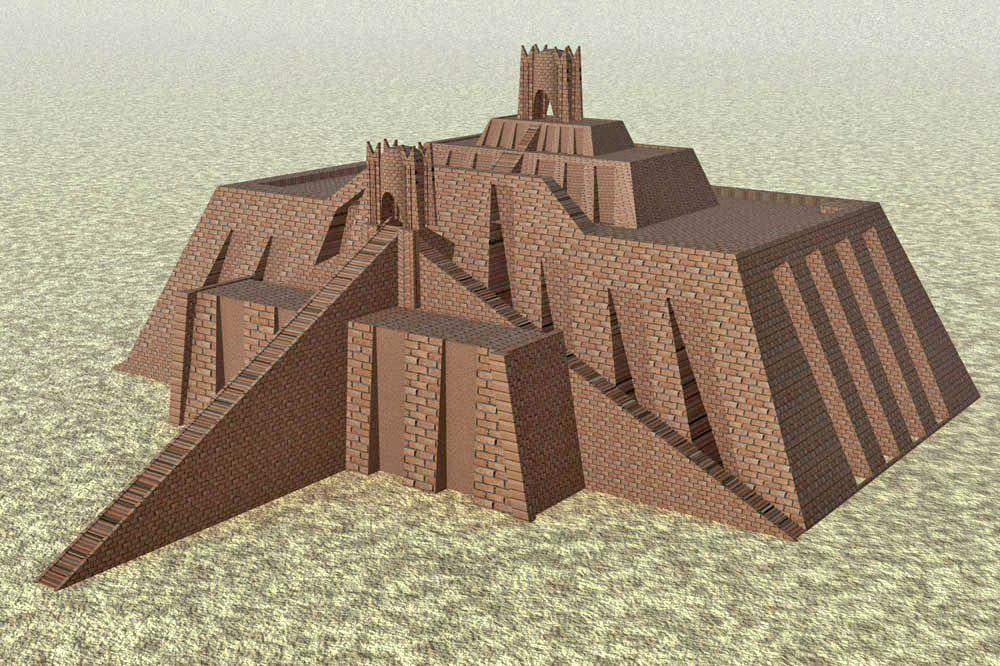
Az ur-i zikkurat, Nanna fő szentélyének rekonstrukciója, Leonard Woolley 1939-es rekonstrukciója alapján (Ásatások Ur-ban vol. V, fig. 1.4)

Nanna fő szentélyét Ur-ban E-gish-shir-gal-nak, „A Nagy Fény Házának” (ékírással: 𒂍𒄑𒋓𒃲 e2-giš-šir-gal) nevezték. Ur-ban alakult ki az En-hercegnő szerepe. Ez egy hercegnő, nevezetesen Enhéduanna, Sarrukín akkád király lánya, rendkívül fontos szerepe volt, és ez volt a Nanna / Szín kultuszához kapcsolódó elsődleges kultikus szerep.
Színnek volt szentélye Harrán városában E-hul-hul vagyis „Örömök Háza” néven (ékírással: 𒂍𒄾𒄾 e2-ḫul2-ḫul2). A holdisten kultusza más központokban is virágzott, így templomai találhatók Babilónia és Asszíria minden nagyvárosában. Szín szentélyét szír feliratokkal, amely neve alapján az i. sz. II. és III. századra datálható a  Tektek-hegységben Sumatar Harabesi-ben, nem messze Harrántól és Edesszától találták meg.

## Dél-Arabia
Szín (pontosabban Sayin) volt a neve az iszlám előtt Hadramautban imádott hold- és gazdagság istennek.

## Dokumentumfilmek
- A Biblia elveszett városai (Lost Cities of the Bible, angol dokumentumfilm sorozat, I / 1. rész A hatalmas áradás rejtélye (Mystery of the Great Flood), 42 perc, rendező: James Franklin) Benne Ur, Nanna, az ur-i zikkurat

## Szórakoztató irodalomban
- Szín (Sin) a főszereplője Sherrilyn Kenyon amerikai írónő Dark Hunter (’Sötét vadász’) sorozata 22., Devil May Cry (’Az ördög sírhat’) című, 2007-ben megjelent részének egyik főszereplője.

## Fordítás
- Ez a szócikk részben vagy egészben  a   Sin (mythology) című angol Wikipédia-szócikk ezen változatának fordításán alapul.  Az eredeti cikk szerkesztőit annak laptörténete sorolja fel. Ez a jelzés csupán a megfogalmazás eredetét és a szerzői jogokat jelzi, nem szolgál a cikkben szereplő információk forrásmegjelöléseként.